# Jerzy Gwiżdż
Jerzy Lesław Gwiżdż (ur. 10 sierpnia 1954 w Nowym Sączu) – polski polityk, adwokat, radca prawny i samorządowiec, poseł na Sejm II i III kadencji, w latach 1990–1994 prezydent Nowego Sącza.

## Życiorys
Absolwent (rocznik 1973) II Liceum Ogólnokształcącego w Nowym Sączu, w 1977 ukończył studia na Wydziale Prawa i Administracji Uniwersytetu Jagiellońskiego w Krakowie.
Pracował w Wojewódzkim Zarządzie Inwestycji Rolniczych w Nowym Sączu, a następnie był zastępcą dyrektora w Zakładzie Remontowo–Budowlanym Spółdzielni Grodzkiej (później „Beskid”) w tym mieście. Od 1983 pracował w Zakładzie Robót Inżynieryjnych w Nowym Sączu jako radca prawny, następnie rozpoczął własną praktykę adwokacką.
W latach 1977–1981 był członkiem Stronnictwa Demokratycznego, od 1978 do 1981 z listy tej partii pełnił mandat radnego Nowego Sącza. W 1980 wstąpił do „Solidarności”. W 1989 został wiceprzewodniczącym miejskiego Komitetu Obywatelskiego. Na początku lat 90. należał do Porozumienia Centrum. W latach 1990–1994 był prezydentem Nowego Sącza, od 1990 zasiadał też w radzie miasta.
W 1993 został wybrany na posła na Sejm II kadencji z ramienia Bezpartyjnego Bloku Wspierania Reform. Był przewodniczącym Podkomisji ds. Praw i Obowiązków Obywateli Komisji Konstytucyjnej Zgromadzenia Narodowego. Pełnił funkcję wiceprzewodniczącego Klubu Parlamentarnego BBWR, w 1994 został prezesem BBWR, a po jego rozpadzie założył stowarzyszenie Ruch Solidarni w Wyborach, przekształcone później w partię polityczną (od 1997 związany był również z Chrześcijańską Demokracją III RP). W 1995 pełnił funkcję szefa krajowego sztabu wyborczego Lecha Wałęsy. W 1997 po raz drugi został posłem z listy Akcji Wyborczej Solidarność. W Sejmie III kadencji przewodniczył Komisji Odpowiedzialności Konstytucyjnej. W 1999 przystąpił do PPChD, zasiadał w zarządzie tej partii. W 2001 nie został ponownie wybrany (AWSP nie uzyskała mandatów w Sejmie). W 2002 został wiceszefem rady politycznej SKL-RNP. W tym samym roku został prezesem stowarzyszenia Twoje Miasto i z jego listy został radnym Nowego Sącza. W 2005 przestał być prezesem TM, zostając prezesem stowarzyszenia Sądecki Dialog. 
Od 2003 do 2006 był prezesem zarządu Miejskiego Przedsiębiorstwa Energetyki Cieplnej w Nowym Sączu. W 2006 z listy Sądeckiego Dialogu uzyskał ponownie mandat radnego miasta. Został następnie powołany na zastępcę prezydenta Nowego Sącza (z rekomendacji PiS). W 2010 i w 2014 ponownie wybierany na radnego miasta (z listy komitetu Ryszarda Nowaka). W 2018 z ramienia własnego komitetu Samorządny Nowy Sącz kandydował bez powodzenia na prezydenta miasta (zajmując przedostatnie, 6. miejsce) oraz na radnego.
Żonaty, ma trzy córki.